# Orde van Verdienste voor de Nationale Revolutie
De Orde van Verdienste voor de Nationale Revolutie (vanaf 1936 Orde van de Republiek) was een orde van verdienste van de in Azië gelegen Volksrepubliek Toeva of Tannoe-Toeva die van 1935 tot 1941 in de formeel onafhankelijke staat bestond. Het gebied was sterk op de Sovjet-Unie georiënteerd.
Deze socialistische orde had één enkele graad.
Het onregelmatig ronde versiersel herinnert aan de voortbrengselen van de centraal Aziatische culturen zoals de Mongolen. De Toeva zijn een Turks volk maar ze werden door de eeuwen heen sterk door het Mogoolse lamaïsme beïnvloed. De obligate rode vlag is gestileerd tot een lint en centraal staat een afbeelding van een ruiter boven de letters "TAR" die voor "Тыва Арат Республик" of "Tyva Arat Respublik" staan. 
Het versiersel mist de op de door de communisten ingestelde orden gebruikelijke symbolen zoals de tekst "Arbeiders aller landen verenigt u" en de rode ster met hamer en sikkel.
Het ontwerp is modern en breekt volledig met de op het kruis gebaseerde vormentaal van de oudere Russische onderscheidingen.
De orde werd al in 1936 hernoemd tot Orde van de Republiek, de opvolger van de orde in 1941 kreeg dezelfde naam, zie Orde van de Republiek.